# Модель погружённого атома
В вычислительной химии модель погружённого атома (англ. embedded atom model, EAM) используется для приближенного описания энергии взаимодействия между атомами. Энергия — это функция {\displaystyle F} от суммы функций {\displaystyle \rho (r_{ij})}, зависящих от расстояния между рассматриваемым i-м атомом и его j-ми соседями. Функция {\displaystyle \rho } в оригинальной модели Мюррея Доу (англ. Murray Daw) и Майка Баскеса (англ. Mike Baskes) представляет электронную плотность. Модель связана с теорией приближения сильной связи, известной также как модель Финниса-Синклера (Finnis-Sinclair model).

## Применение модели
В моделировании потенциальная энергия {\displaystyle i}-го атома определяется так
{\displaystyle E_{i}=F_{\alpha }\left(\sum _{i\neq j}\rho _{\alpha }(r_{ij})\right)+{\frac {1}{2}}\sum _{i\neq j}\phi _{\alpha \beta }(r_{ij})},
где {\displaystyle r_{ij}}  — расстояние между {\displaystyle i}-м и {\displaystyle j}-м атомами, {\displaystyle \phi _{\alpha \beta }}  — функция парного потенциала, {\displaystyle \rho _{\alpha }}  — вклад в плотность заряда электронов от {\displaystyle j}-го атома в месте расположения {\displaystyle i}-го атома и {\displaystyle F}  — это функция «погружения», которая представляет энергию, необходимую для помещения {\displaystyle i}-го атома типа {\displaystyle \alpha } в электронное облако.
Метод EAM является многочастичным потенциалом и, поскольку плотность электронного облака — это сумма вклада от большого количества атомов, на практике для уменьшения сложности и, соответственно, времени расчетов, часто ограничивают количество соседей так называемым «радиусом обрезания».
Для применения метода к простым однокомпонентным системам атомов нужно задать три скалярные функции: функцию погружения, функцию парного взаимодействия и функцию распределения плотности электронного облака. Для бинарных сплавов необходимо уже 7 функций: три функции парного взаимодействия (A-A, B-B, A-B), две функции погружения и две функции распределения плотности электронных облаков. Обычно эти функции доступны в табличном виде и интерполируются кубическими сплайнами.